# Agrana
AGRANA Beteiligungs-AG je rakouská akciová společnost zabývající se výrobou a prodejem zemědělských produktů. Sídlí ve Vídni na adrese Friedrich-Wilhelm-Raiffeisen-Platz 1. Společnost zaměstnává okolo 9 000 osob, z toho 2 000 v Rakousku (údaj z roku 2023).

## Historie
Firma vznikla v roce 1988 spojením rakouských výrobců cukru a škrobu. Jejím nejstarším provozem je cukrovar v Leopoldsdorfu, založený roku 1901. Od roku 1991 jsou akcie Agrany veřejně obchodovány na Vídeňské burze v kategorii ATX-Prime. Generálním ředitelem byl v letech 1992–2021 Johann Marihart, jeho nástupcem se stal Markus Mühleisen. Hlavním akcionářem je Agrana Zucker, Stärke und Frucht Holding AG, jehož většinovým vlastníkem je Raiffeisen-Holding Niederösterreich-Wien.
Nejznámější značkou společnosti je Wiener Zucker, který získal roku 2000 ochrannou známku. Agrana vyrábí také ovocné koncentráty, kukuřičný škrob a bioethanol, kromě přímého prodeje spotřebitelům dodává suroviny pro potravinářský a farmaceutický průmysl. Je největším evropským producentem jablečné šťávy. Společnost je držitelem rakouského ocenění kvality Staatliche Auszeichnung.
Po pádu železné opony Agrana expandovala do Maďarska, Rumunska a Československa, pak získala zařízení na zpracování ovoce ve francouzském Valence a německém Bingenu i alžírskou firmu Elafruits. Celkově má po světě více než padesát poboček, její součástí jsou také Moravskoslezské cukrovary s.r.o. Společnost provozuje výzkumné centrum Agrana Research & Innovation Center se sídlem v Tullnu.
Agrana byla kritizována za porušování protiruských sankcí. Vedení společnosti také protestovalo proti bezcelnímu dovozu ukrajinského cukru do zemí Evropské unie.